# Guazuma crinita
Guazuma crinita,  bolaina blanca, es una especie forestal, maderable y de muy rápido crecimiento, es propia de los bosques aluviales de la amazonia Baja, principalmente en las playas y áreas abandonadas por agricultura, forma rodales casi puros los que son utilizados en la producción de tablillas de madera para la construcciòn de casas.

## Sinonimia
- Asimina blainii Griseb.
- Asimina neglecta Griseb.
- Cananga blainii Griseb. Britton
- Guatteria moralesii (M.Gómez) Urb.
- Uvaria blainii (Griseb.) M.Gómez
- Uvaria moralesii M.Gómez
- Uvaria para-neglecta M.Gómez
- Uvaria viridiflora Sessé & Moc.

## Distribución
Muy amplia en el Neotrópico desde Centroamérica a la región Amazónica, hasta el sur de Brasil y Bolivia. La especie abunda en la Amazonía peruana(Reynel et al, 2007), existe en más bajas cantidades en la Amazonía central y en cantidades mayores en la Amazonía sur del Perú.
Se encuentra distribuida en los departamentos de Amazonas, Huánuco, Junín, Loreto, Madre de Dios, Pasco, San Martín y Ucayali, en bosques bajos inundables y no inundables (ribera de los ríos y quebradas, respectivamente). (Braco & Zarucchi, 1993).

## Descripción
Árbol de 25-80 cm de diámetro y 15-30 m de altura total, con fuste cilíndrico, la ramificación en el tercer tercio, la base del fuste recta (Reynel et al, 2003), con pequeñas aletas basales. Forma de copa globosa y fisurada (Guerra).
Corteza externa lisa a finamente agrietada, color marrón claro a grisáceo. 
Corteza interna fibrosa y conformando un tejido finamente reticulado, color amarillo claro, oxida rápidamente a marrón; se desprende en tiras al ser arrancada. 
Ramitas terminales con sección circular, color oscuro cuando secas, de unos 3-4 mm de diámetro, usualmente con pubescencia ferrugínea hacia las partes apicales; la corteza se desprende en tiras fibrosas al ser arrancada. 
Hojas simples, alternas y dísticas, de 10-18 cm de longitud, y 5-7 cm de ancho, el peciolo de 1.5-2 cm de longitud, pulvinulado, las láminas ovadas, frecuentemente asimétricas, aserradas, la nervación palmeada, los nervios secundarios promínulos en haz y envés, el ápice agudo y acuminado, la base cordada, las hojas cubiertas de pubescencia de pelos estrellados y escamosos (10 x) sobre todo por el envés.
Inflorescencias panículas axilares de unos 8-12 x 3-6 cm con muchas flores. 
Flores pequeñas, de 8-12 mm de longitud, hermafroditas, con cáliz y corola presentes, los pedicelos de 4-8 mm de longitud, el cáliz de 2-3 mm de longitud, la corola de 6-12 mm de longitud, de color rosado, con cinco pétalos, cada uno de ellos en forma de cuchara y con dos largos apéndices en el extremo, el androceo formado por cinco columnas estaminales que portan en su extremo numerosas anteras, el gineceo con ovario súpero, ovoide, pequeño. 
Frutos cápsulas globosas de unos 4-8 mm de diámetro con la superficie densamente cubierta de pelos largos, de unos 3-4 cm de longitud. 
(Reynel et al 2003)
Altitud: Se encuentra en forma natural hasta los 1500 m s. n. m.
El rango altitudinal influye positivamente sobre las propiedades físicas-químicas de los suelos y sobre variables estructurales de la vegetación (altura dominante y volumen total de bolaina; número de individuos por hectárea; área basal y volumen del bosque) (Guerra Arévalo). En su estudio en la cuenca del río Aguaytía, Guerra Arévalo concluyó que aunque el sector bajo (145 – 165 m s. n. m.) presente químicamente una fertilidad buena, la mayor productividad se dará en el sector alto (166 – 176 m s. n. m.), confirmando que bolaina no requiere altos contenidos de P y K.
Suelos: El crecimiento de la bolaina depende mucho de la calidad de suelo para su desarrollo, es sensible al aluminio. Prefiere suelos fértiles, de textura francos, franco-arcillosos o arcillosos y con buen drenaje, inundables temporalmente, pero también tolera suelos pobres con cierta deficiencia de drenaje.(Domínguez). El pH de los suelos donde está presente bolaina está entre ligeramente ácido y ligeramente alcalino, con valores que varían entre 5,56 y 7,73; el aluminio está prácticamente ausente, y por lo tanto existe en estos suelos una buena disponibilidad de nutrientes. El contenido de materia orgánica se encuentra en niveles medio, alto y muy alto, con valores entre 2,7 y 9,1 %, que en términos de nitrógeno disponible están entre 70 y 285 kg/ha/año; los contenidos de fósforo y potasio disponibles son muy variables. (Hinostroza)
El uso anterior del suelo influye negativamente sobre la productividad de los bosques, es decir, en términos de área basal, volumen total de la vegetación secundaria; así como la densidad y volumen total de bolaina. (Guerra Arévalo) El uso anterior más perjudicial es el uso agrícola intensivo. 
La edad de abandono del suelo influye positivamente sobre la altura dominante y volumen total de la especie. (Guerra Arévalo)
Requerimiento de agua: Soporta inundaciones de muy corto período, pero tiene dificultades en el establecimiento en estas zonas (Domínguez). No tolera el anegamiento, sobre todo cuando es una plántula. (Reynel)